# NGC 4026
NGC 4026は、おおぐま座にあるレンズ状銀河である。地球から約5000万光年の距離に位置し、見かけの大きさから、直径は約8万光年である。1789年4月12日にウィリアム・ハーシェルが発見した。
この銀河は超大質量ブラックホールを有しており、その質量は108.33±0.109（1億6600万 - 2億7500万）M☉と推定される。

## 近隣銀河
NGC 4026はおおぐま座銀河団最大の銀河群であるM109銀河群に属している。NGC 4026の近傍には低表面輝度の渦巻銀河であるUGC 6917（NGC 4026から0.7°の距離に位置している）、UGC 6922（NGC 4026から0.43°の距離に位置している）、UGC 6956（NGC 4026から0.17°の距離に位置している）が存在している。
NGC 4026には中性水素のガス雲が重なっており、ガス雲がフィラメント状に南へ伸びた見かけをしている。NGC 4026にある中性水素ガスの推定質量は最大でも0.71×108M⊙である。NGC 4026とUGC 6956の中性水素ガス、そして中性水素フィラメントの合計質量は7.94×108M⊙と推定されている。